# (39560) 1992 PM2
(39560) 1992 PM2 est un astéroïde de la ceinture principale découvert en 1992.

## Description
(39560) 1992 PM2 a été découvert le 2 août 1992 à l'observatoire Palomar, situé au nord de San Diego en Californie, par Henry E. Holt.

### Caractéristiques orbitales
L'orbite de cet astéroïde est caractérisée par un demi-grand axe de 2,28 ua, un périhélie de 1,85 ua, une excentricité de 0,19 et une inclinaison de 4,71° par rapport à l'écliptique. Du fait de ces caractéristiques, à savoir un demi-grand axe compris entre 2 et 3,2 ua et un périhélie supérieur à 1,666 ua, il est classé, selon la JPL Small-Body Database, comme objet de la ceinture principale.

### Caractéristiques physiques
(39560) 1992 PM2 a une magnitude absolue (H) de 15,4 et un albédo estimé à 0,289.